# 玻利维亚铸币厂
玻利维亚铸币厂（西班牙語：Casa de la Moneda de Bolivia）在殖民时代名为波托西铸币厂，是一座位于玻利维亚波托西的造币厂。
在殖民时代，这座铸币厂在世界上非常著名，当时米格尔·德塞万提斯的一句话开始流行：“值得一个波托西”（valer un potosí）。

## 第一造币厂
里科山的白银开采、人口增长和商业扩张，加上波托西的海拔高度，促使有必要建立一个铸币中心。

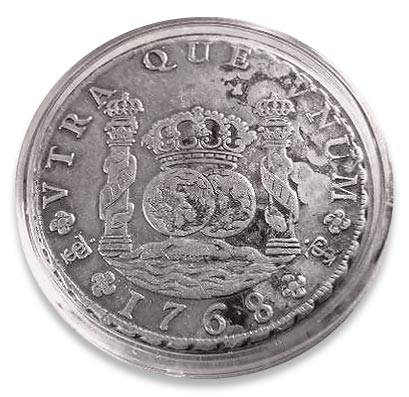

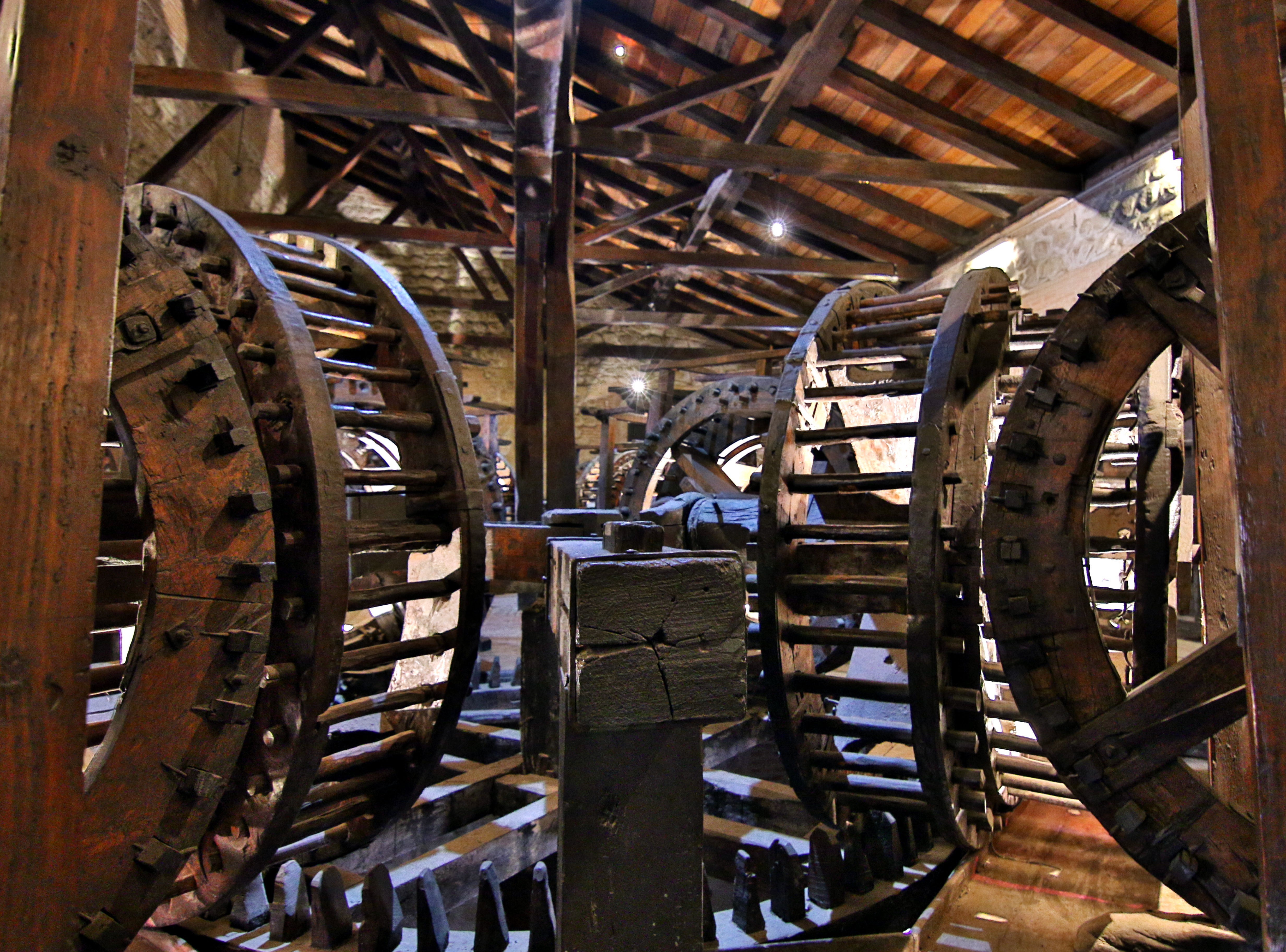